# Orthonops gertschi
Orthonops gertschi är en spindelart som beskrevs av Chamberlin 1928. Orthonops gertschi ingår i släktet Orthonops och familjen Caponiidae. Inga underarter finns listade i Catalogue of Life.